# Astureses
Astureses (llamada oficialmente San Xulián de Astureses) es una parroquia y un lugar español del municipio de Boborás, en la provincia de Orense, Galicia.

## Toponimia
La parroquia también es conocida por el nombre de San Julián de Astureses.

## Organización territorial
La parroquia está formada por ocho entidades de población, constando seis de ellas en el nomenclátor del Instituto Nacional de Estadística español:

### Entidades de población
Entidades de población que forman parte de la parroquia:
- Astureses
- Batallas (Batallás)
- Cibreiro
- Eixán
- Fondo de Vila
- Outeiro (O Outeiro)
- Penela (A Penela)

### Despoblado
Despoblado que forma parte de la parroquia:
- Xoane

## Demografía

### Parroquia
| Gráfica de evolución demográfica de Astureses (parroquia) entre 2000 y 2022 |
|                                                                             |
| Datos según el nomenclátor publicado por el INE.                            |

### Lugar
| Gráfica de evolución demográfica de Astureses (lugar) entre 2000 y 2022 |
|                                                                         |
| Datos según el nomenclátor publicado por el INE.                        |